# Grammy for Bedste lange musikvideo
Grammy for Long Form Music Video er en amerikansk pris der blev uddelt af Recording Academy for årets bedste lange musikvideo. Prisen afløste i 1984 Video of the Year og har været uddelt siden. Der er en tilsvarende Best Short Form Music Video. 
Prisen har skiftet navn et par gange:
- Fra 1984 til 1985 hed den Best Video Album
- Fra 1986 til 1997 hed den Best Music Video, Long Form
- Siden 1998 har den heddet Best Long Form Music Video

## Modtagere af Grammy for Best Long Form Video
- 2008: Madonna, Jonas Akerlund (instruktør), Sara Martin og David May (producere) for The Confessions Tour
- 2007: Thom Zimny (instruktør og producer) & Bruce Springsteen for Wings for Wheels: The Making of Born to Run
- 2006: Margaret Bodde, Susan Lacy, Jeff Rosen, Martin Scorsese, Nigel Sinclair & Anthony Wall (producere), Martin Scorsese (instruktør) for No Direction Home
- 2005: Ray Cooper, Olivia Harrison, Jon Kamen (video producer), David Leland (video instruktør) & forskellige kunstnere for Concert for George
- 2004: Mick Gochanour, Robin Klein & Mary Wharton (video producer) for Legend spillet af Sam Cooke
- 2003: Don Letts (video instruktør) & The Clash for Westway to the World
- 2002: Peter Gelb (video producer), Susan Froemke (video instruktør & producer) & Mel Brooks for Recording the Producers – A Musical Romp with Mel Brooks
- 2001: Greg Vines, Leslie Tong & Yoko Ono (video producers) & Andrew Solt (video producer & instruktør) for Gimme Some Truth – The Making of John Lennon's Imagine Album spillet af John Lennon
- 2000: Chips Chipperfield & Neil Aspinall (video producers) & Bob Smeaton (video instruktør) for Band of Gypsies – Live at Fillmore East spillet af Jimi Hendrix

- 1999: Susan Lacy, Tamar Hacker (video producers), Timothy Greenfield-Sanders (video producer & instruktør) & Lou Reed for American Masters – Lou Reed: Rock and Roll Heart
- 1998: David May, Glen Ballard (video producers), Steve Purcell (video producer & instruktør) & Alanis Morissette (video producers, instruktør & kunstner) for Jagged Little Pill, Live
- 1997: Chips Chipperfield, Neil Aspinall (video producers), Bob Smeaton, Geoff Wonfor (video instruktørs) & The Beatles for The Beatles Anthology
- 1996: Robert Warr (video producer), François Girard (video instruktør) & Peter Gabriel for Secret World Live
- 1995: Ned O'Hanlon, Rocky Oldham (video producers), David Mallet (video instruktør) & U2 for Zoo TV – Live From Sidney
- 1994: Julie Fong (video producer), Doug Nichol (video instruktør) & Sting for Ten Summoner's Tales
- 1993: Rob Small (video producer), Sophie Muller (video instruktør) & Annie Lennox for Diva
- 1992: Anthony Eaton (video producer), David Mallet, Mark "Aldo" Miceli (video instruktør) & Madonna for Madonna – Blonde Ambition World Tour Live
- 1991: John Oetjen (video producer), Rupert Wainwright (video instruktør) & MC Hammer for Please Hammer Don't Hurt 'Em – The Movie
- 1990: Aris McGarry (video producer), Jonathan Dayton, Valerie Faris (video producers & instruktør), Dominic Sena (video instruktør), & Janet Jackson for Rhythm Nation 1814

- 1987: Michael Apted (video instruktør) & Sting (video producer & kunstner) for Bring on the Night
- 1986: Bruce Gowers (video instruktør) & Huey Lewis & the News for Huey Lewis & the News – The Heart of Rock 'n' Roll
- 1985: Michael Jackson for Making Michael Jackson's Thriller
- 1984: Duran Duran for Duran Duran